# علم لاوس
اعتمد علم لاوس (باللاوية: ທຸງຊາດລາວ) في 2 ديسمبر - كانون الأول من سنة 1975.

## الرمزية

تصميم العلم

يمثل اللون الأحمر الموجود في علم جمهورية لاوس إلى شلال الدم في الكفاح من اجل نيل الاستقلال اما اللون الأزرق فيمثل الوقوف على ثروة البلاد اما القرص الأبيض الموجود في وسط العلم فيمثل القمر فوق نهر الميكونغ وأيضا على وحدة البلاد من خلال السلطة الشيوعية القائمة في جمهورية لاوس ويعتبر علم جمهورية لاوس العلم الوحيد من اعلام الدول ذات الأنظمة الشيوعية التي لايحتوي علمها على نجمة.

### الألوان
|                                      | أزرق           | أحمر          | أبيض        |
| ------------------------------------ | -------------- | ------------- | ----------- |
| النموذج اللوني أحمر أخضر أزرق        | 0-40-104       | 206-17-38     | 255-255-255 |
| نظام عد ستة عشري                     | #002868        | #CE1126       | #FFFFFF     |
| النموذج اللوني سيان ماجنتا أصفر أسود | 100, 62, 0, 59 | 0, 92, 82, 19 | 0, 0, 0, 0  |

## أعلام سابقة

علم مملكة فيانتيان (1707–1828)
علم مملكة لوانغ فرابانغ (1707–1893)
علم مملكة شامباساك (1713–1947)
علم محمية لاوس الفرنسية (1893–1947)
علم مملكة لاوس (1947–1975)
راية ملك لاوس